# Fernand Cuville

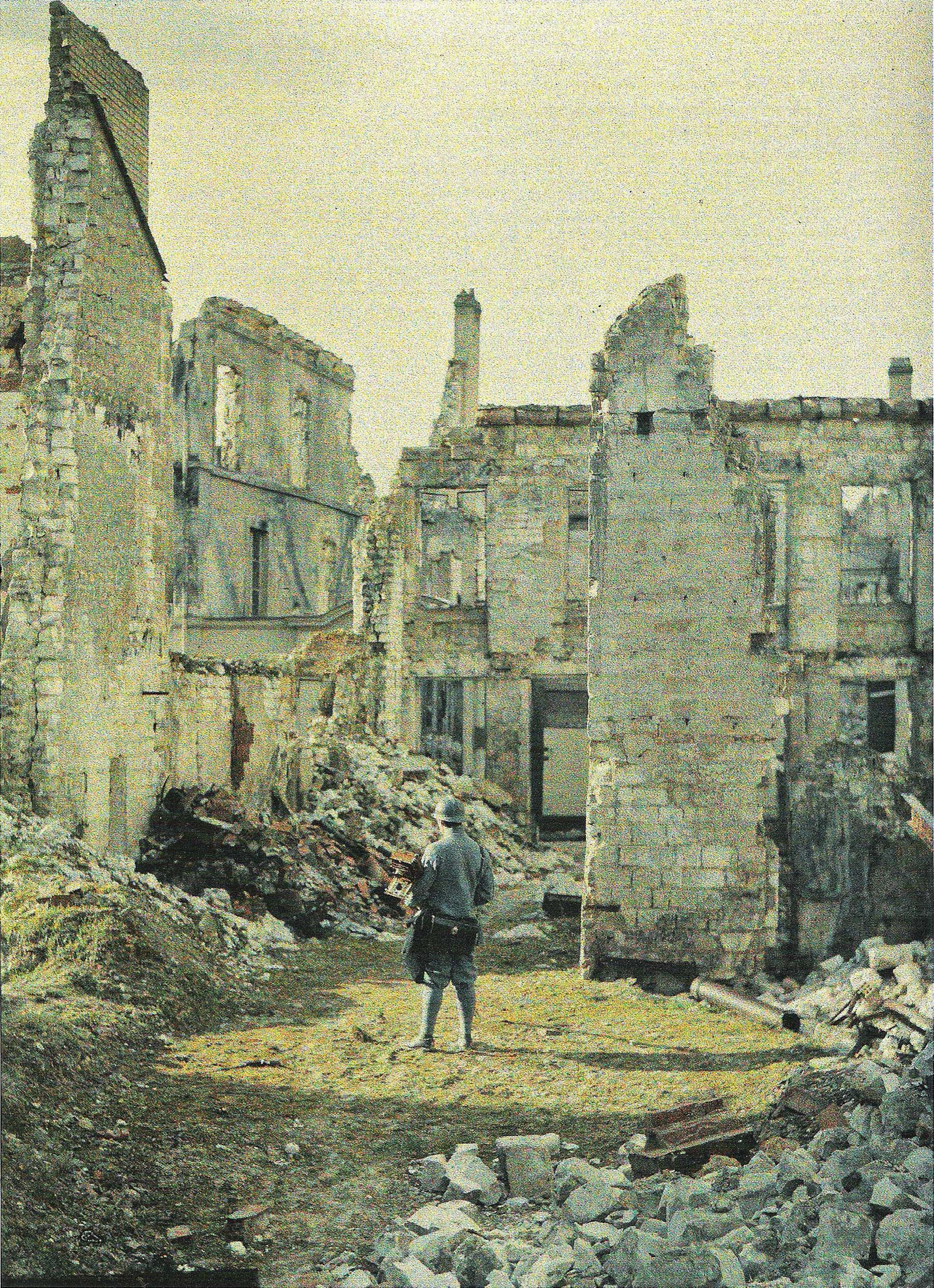
Une photographie prise par Cuville à Reims montrant, de dos, son collègue Paul Castelnau.

Louis Fernand Cuville, né le 12 novembre 1887 à Bordeaux  ville où il est mort le 25 juin 1927, est un photographe français connu pour ses autochromes.

## Biographie
Il travaille avec Paul Castelnau au service de l'Armée française, comme opérateur militaire de la Section photographique de l'armée (SPA - autochromes de la guerre de 1914-1918, section dirigée jusqu'à la fin de la guerre par Pierre Marcel Lévi et travaillant en parallèle avec les Archives de la Planète d'Albert Kahn : chaque cliché effectué était l'objet d'une  seconde prise de vue envoyée aux Archives de la Planète. En 1918, il réalise une première mission au mont Athos.
Marié à la pianiste Marie-Antoinette Elesco, il aura deux enfants. Démobilisé en juillet 1919, il entre au service d'Albert Kahn et de Jean Brunhes aux  Archives de la Planète. En 1919-1920, il photographie la France du sud-ouest (Pyrénées, Charente-Maritime,  Gironde,  Landes, Haute-Garonne). Il a aussi photographié des monuments comme la cathédrale de Soissons. Ses dernières photos pour les Archives de la Planète datent de 1921.
Ses autochromes du mont Athos sont conservés au musée départemental Albert-Kahn, à Boulogne-Billancourt.

## Expositions
- « Les couleurs retrouvées, Autochromes 1914 - 1918 » au palais du Tau à Reims (1er février - 30 avril 2006)
- « Regards sur la cathédrale et l’abbaye Saint-Jean-des-Vignes  »  exposition de photographies (10 novembre 2004 - 30 janvier 2005)
- 《 Ossau 1920 》exposition de photographies au musée des Beaux-Arts de Pau (3 juin - 1er octobre 2023)

## Galerie

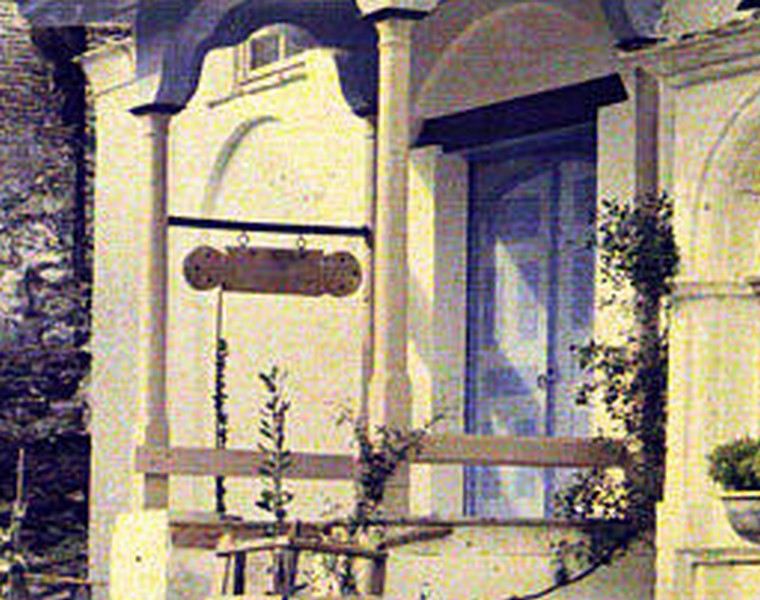
Simandre.
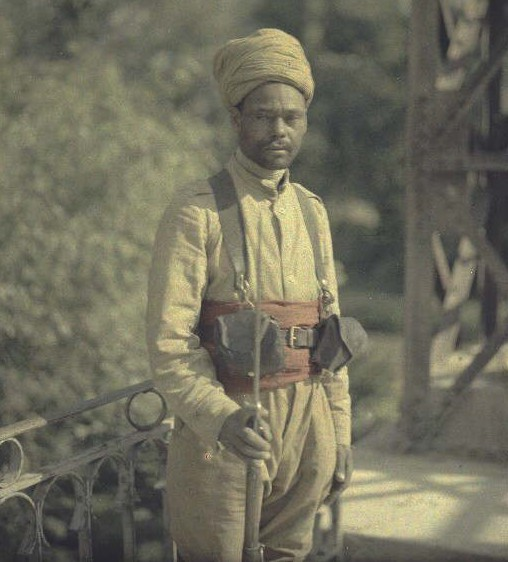
Sentinelle algérien sur un pont, tirailleur, Première Guerre mondiale.
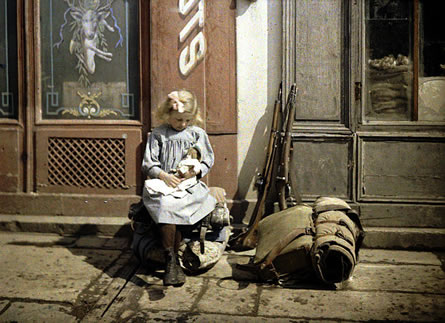
Reims sous les bombes allemandes, une fillette dans la rue, 1917.

#### Images
- Photographies de Fernand Cuville, Collections, ministère de la Culture
- Photographies de Fernand Cuville, Portail Images, musée Albert-Khan
- La cathédrale de Soissons